# ODINUS
ODINUS（Origins, Dynamics, and Interiors of the Neptunian and Uranian Systems，天王星與海王星系統的起源、動力與內部）是歐洲空間局所計劃的兩顆雙生探測器計劃，它們將分別環繞天王星與海王星運行。環繞天王星的探測器被命名為Freyr，而環繞海王星的探測器則成為Freyja。

## 科學儀器
天王星軌道探測器將攜帶至少6種科學儀器：
- 廣角與窄角攝像機--對天王星及其衛星與環進行拍攝。
- 可見光與近紅外線分光儀
- 磁強計--研究天王星的磁場。
- 質譜儀
- 多普勒光譜成像儀
- 微波輻射計

另外兩樣科學儀器被強烈期望：
- 高能中原子檢測器
- 高傳感度加速計